# Suscripción Nacional (Guerra civil española)
La Suscripción Nacional o Suscripción Nacional del Tesoro Público fue una campaña de recaudación de donaciones en España por parte del bando sublevado durante la Guerra civil española que instaba a la población de la zona nacional a entregar bienes para la financiación del esfuerzo bélico.

## Historia
Se inició con la Orden de 19 de agosto de 1936 emitida por la Junta de Defensa Nacional, con sede en Burgos. Los donantes entregaron, entre otras cosas, objetos preciosos, divisas, valores extranjeros y oro, en las sucursales del Banco de España, ente que se encargó luego de enviar los bienes a la sede en Burgos, donde los metales preciosos fueron fundidos en lingotes. Posteriormente, a la voluntariedad de la donación se añadieron las detracciones obligatorias de los haberes de funcionarios públicos.
En cada provincia de la zona sublevada se creó una Junta Provincial del Tesoro Público, integrada en su mayoría por militares. Las contribuciones, gracias a la propaganda y a las presiones fueron cuantiosas. En la provincia de Segovia a finales de agosto ya se habían recogido más de 2 millones de pesetas en metálico, unos 5.100 quintales de trigo y 128 kilos de oro. En esa provincia a partir de entonces se publicaron casi a diario en el periódico local El Adelantado las listas de contribuyentes con sus donativos y llamando la atención a los que no habían contribuido. Como ha destacado Santiago Vega Sombría, la cuestación era voluntaria solo en teoría. «Muy pronto la voluntariedad se tornó obligatoriedad, pues en el caso de las suscripciones en los pueblos, el alcalde, acompañado del alguacil, presionaba y recogía las aportaciones de los vecinos. En otras ocasiones eran falangistas uniformados y armados los que efectuaban las cuestaciones». En los recibos de la Suscripción Nacional del Tesoro Público firmados por el presidente de la Junta Provincial de Segovia en los que se solicitaba del destinatario su donativo se decía lo siguiente (lo que es bastante revelador de la estrategia empleada por los militares sublevados para conseguir el dinero):

Ante el esfuerzo supremo que está haciendo el Ejército, juntamente con las milicias civiles, para librar a España del comunismo, no puede haber un español, y más si disfruta de una posición privilegiada, que no se imponga los sacrificios máximos. Hay una porción de hombres, jóvenes en su inmensa mayoría, que ofrecen cada día su sangre y su vida por la causa. Los que no pueden seguirles en este camino de honor no accesible a todos, deben corresponder dignamente entregando una parte, que siempre será pequeña, de su fortuna personal para las necesidades de la guerra.

A continuación se establecía la cantidad que tenía que aportar: «esta Junta espera de Vd. una aportación de pts. 1.500 (mil quinientas pesetas) para el Tesoro Público, independientemente de las que ya hubiese realizado». Después se decía: «por si la carencia de numerario impidiese a Vd. cumplir esta patriótica finalidad, nos permitimos anunciarle que esta Junta le ayudará eficazmente para lograr los fondos de cualquiera de los bancos de la plaza».
Finalizó por Decreto de 31 de diciembre de 1941 del Ministerio de Hacienda mediante liquidación por parte de una Junta Liquidadora que fue disuelta el 24 de diciembre de 1959.
Para el historiador Ángel Viñas, fue una campaña importante de financiación para el naciente Estado franquista y los primeros momentos del Primer franquismo. Según cálculos de Viñas por medio de la Suscripción Nacional se llegó a ingresar un total de 410 millones de pesetas, lo que equivale a un 11% de todos los ingresos del Tesoro del bando franquista.
Los fondos archivísticos para el estudio de esta campaña se encuentran depositados en el Archivo Histórico Provincial de Burgos.

## Otras suscripciones patrióticas
La Suscripción Nacional del Tesoro Nacional fue la primera suscripción patriótica que abarcó toda la zona sublevada. Le siguieron otras con los más diferentes fines: la del Monumento a Calvo Sotelo, la Liberación de Málaga, Trigo para Madrid, Camas para el Hospital Militar, Día Sin Postre, etc.
Una de ellas fue la Día del plato único, suscripción creada por una orden de 30 de octubre de 1936. Se justificaba en la necesidad de las múltiples atenciones benéficas a que un estado «moderno y católico» debía hacer frente para que «no quede ningún ciudadano suyo sin alimento diario y recoja en su seno a los huérfanos para hacer de ellos hombres amantes de Dios y de su patria». Para promover las donaciones se instaba a los gobiernos locales a que desplegaran una amplia campaña de propaganda que podía incluir la organización de banquetes o fiestas del Plato Único. La recaudación, que se haría los días 1 y 15 de cada mes, tenía dos vías principales: los cabezas de familia, a los que se amenazaba con figurar en listas negras de «malos patriotas» si no contribuían e incluso con la imposición de multas; y los hosteleros que debían ceder al menos el 25% de sus ingresos por hospedajes y comidas. Como ha señalado, Vega Sombría, «no sólo se castigaba la no aportación, también se sancionaba la contribución no acorde con las posibilidades, según el criterio de las autoridades».
También los niños de las escuelas eran llamados a contribuir. Así consta en la siguiente circular de 3 de diciembre de 1936 de la Inspección de Primera Enseñanza de Segovia:

El nuevo Estado español exige de nosotros [que] despertemos en el alma de los niños una fe ciega en la nueva España... Conviene que los niños de nuestras Escuelas sepan que nuestra patria se está reconquistando a fuerza de sangre de héroes... Y es entonces cuando los escolares, hondamente emocionados, ambicionarán un puesto en la lucha: momento oportuno que el maestro aprovechará para solicitar su colaboración aportando sus cts. a la suscripción nacional o para crear roperos que confeccionen ropas para nuestros soldados y milicias.